# Hội Đồng bào Thân ái
Hội đồng bào Thân ái (tiếng Pháp: La Fraternité des Compatriotes) là một hiệp hội do luật sư Phan Văn Trường thành lập vào năm 1912 tại Pháp. Đây là tổ chức đầu tiên của người Việt tại Pháp.

## Lịch sử
Vào đầu thế kỷ 20 thời Pháp thuộc, một số người Việt sang đến Pháp dưới dạng sinh viên hay thợ thuyền trong đó giới sinh viên, vì sống xa gia đình, muốn tìm cách liên lạc và tương trợ nhau. Nhân buổi họp ở trường Parangon, Paris, ngày 18 Tháng Giêng năm 1912, họ đề nghị lập hội ái hữu sinh viên An Nam tại Pháp (Association amicale des etudiants Annamites en France). Có người cho ý kiến đặt tên cho hội là Ái hữu Sinh viên, Ái hữu Đông Dương, Hội Tương tế (Société de secours mutuels Indochinoise)...
Phan Văn Trường bấy giờ đang làm phụ giảng ở Trường Ngôn ngữ Đông phương nhận việc soạn nội quy cùng các điều khoản đã chọn tên là Hội Thân ái (La Fraternité) và gửi đơn lên Bộ thuộc địa của Pháp lấy giấy phép. Bùi Kỷ sinh viên Trường Thuộc địa lãnh chân làm thư ký, Khánh Ký làm thủ quỹ và Phan Văn Trường làm chủ tịch. Phan Châu Trinh cũng tham gia cùng lãnh đạo cộng đồng người Việt ở Pháp.
Hoạt động của Hội tức khắc bị chính quyền Pháp nghi ngờ. Toàn quyền là Albert Sarraut liền báo cho Bộ Thuộc địa để làm áp lực khiến Phan Văn Trường bị thôi việc ở Trường Ngôn ngữ Đông phương.
Mùa xuân năm 1913 khi Việt Nam Quang phục Hội cho nổ bom ở Hà Nội giết hai sĩ quan Pháp, chính quyền Liên bang Đông Dương cho là Hội Thân ái có tay liên lạc với các tổ chức chống Pháp trong nước và gài mầm mống tư tưởng cách mạng trong giới sinh viên nên càng thúc bách tìm cách triệt hạ. Anh của Phan Văn Trường là Phan Tuấn Phong cùng người con trai là Phan Trắc Cư bị mật thám bắt. Phan Trọng Kiên, em Phan Văn Trường, cũng bị kết án và cả ba bị đày sang Tân Đảo.
Cuối năm 1914 thì Phan Văn Trường cùng Phan Châu Trinh bị bắt giam. Hội đồng bào Thân ái sau đó giải tán vì mất lãnh đạo.